# Памела Ліндон Треверс
Гелен Ліндон Гофф (англ. Helen Lyndon Goff), відома як Памела Ліндон Треверс (англ. Pamela Lyndon Travers) або П. Л. Треверс (англ. P. L. Travers; 9 серпня 1899 (за іншими даними 1906), Меріборо — 23 квітня 1996) — англійська дитяча письменниця та поетеса, журналістка, окультистка та акторка. Авторка серії книг про Мері Поппінс. Офіцерка Ордена Британської імперії.

## Життєпис
Народилася в Меріборо в Австралії в родині банківського управителя Треверса Роберта Гофа (пізніше зниженого до банківського службовця) і Маргарет Агнес Морехед (племінниці Бойда Данлопа Морхед, прем'єр-міністра Квінсленду з 1888 до 1890). Батько мав ірландське походження, хоча народився в південному районі Лондона. У 1905 році робота батька змусила сім'ю переїхати в сусіднє місто Алора, де він помер через 2 роки у віці 43 років. Офіційна причина смерті — «несамовитість епілептичного нападу» (epileptic seizure delirium). Сама Памела Треверс свідчила, що «справжньою причиною було тривале тяжке пияцтво».
У дитинстві Гелен часто уявляла себе птахом, особливо — куркою-квочкою. Вона любила тварин, мала багату уяву, із задоволенням поралася у саду і читала казки.
У 1907 родина переїхала в Боурал в Новому Південному Уельсі, де прожили до 1917 року. У Боуралі жила бабуся Гелен (прототип тітки Сес), що володіла цукровою плантацією.
Під час Першої світової війни Гелен відвідувала Школу для дівчаток Нормангерст в Ешфілді. Однак шкільна програма здавалася їй нудною, і Гелен попросила дати їй можливість читати самостійно. Почала з непростої «Історії занепаду і руйнування Римської імперії». Гелен писала оповідання та п'єси для шкільних вистав, а братів і сестер розважала чарівними розповідями. Її поеми були опубліковані, коли їй не було й 20 років, в австралійському журналі «Бюлетень» (The Bulletin). Вона також займалася музикою.
Ніколи не одружуючись офіційно, Памела Треверс мала чимало романів з чоловіками та з жінками. Незадовго до свого 40-річчя Треверс усиновила ірландського хлопчика з Дубліна Джона Кемілуса Гона (нар. 15 серпня 1939), який був онуком Джозефа Гона — першого біографа Вільяма Єйтса. Джозеф і його дружина в силу обставин були змушені поодинці виховувати сімох онуків, тому погодилися віддати кого-небудь на усиновлення. І хоча Кемілус мав брата-близнюка Ентоні, Треверс відмовилася брати двох дітей і усиновила тільки Кемілуса (якого вибрала за порадою свого астролога). Кемілус (після усиновлення він став Кемілусом Треверс Гоном) нічого не знав про своє походження до 17 років, поки випадково не зіткнувся з Ентоні в одному лондонському барі. Кемілус помер у Лондоні в листопаді 2011.
Памела Треверс не афішувала факти свого особистого життя, в тому числі і своє австралійське походження. «Якщо вас цікавлять факти моєї біографії — то історія мого життя міститься в „Мері Поппінс“ і інших моїх книгах».

## Діяльність
Коли Гелен Гофф виповнилося 17, вона поїхала в Сідней (Австралія), щоб стати акторкою. Саме тоді вона вперше взяла псевдонім «П. Л. Треверс» (Памела Ліндон Треверс), щоб приховати жіноче ім'я (на той час поширена практика через несприйняття жінок). Треверс взяла від батька, а Памела було дуже популярним у ті роки ім'ям. Памела Треверс грала в п'єсах Шекспіра, але успіх був посереднім, і вона підробляла журналісткою, щоб звести кінці з кінцями. Протягом двох років вела колонку в одній з газет Сіднея. У цей час її поеми стали досить широко публікуватися. Деякі з них були про Ірландію, деякі мали вельми еротичний характер. Зрештою, захоплення літературою перемогло, і Треверс повністю присвятила себе їй.
У 1924 році Памела Треверс переїхала до Англії: як вона часто говорила, всього з 10 фунтами в кишені, 5 з яких вона швидко втратила. Нотатки про подорож вона перетворила на кілька статей, які продала австралійським видавництвам. З Лондона в Австралію і Нову Зеландію Треверс посилала статті про мистецтво.
У 1925 році в Ірландії Треверс познайомилася з поетом-містиком Джорджем Вільямом Расселлом, який вплинув на неї як людина і як літератор. Дружила з ним до самої його смерті в 1935 році. «Памела Треверс витратила більшу частину життя в спробі жити ідеями Джорджа Расселла», — зазначав Ловсон (Lawson). Відносини, однак, були платонічними. Расселл тоді був редактором журналу «Айріш Стейтсмен» (The Irish Statesman) і прийняв для публікації кілька її поем. Через Расселла Треверс познайомилася з Вільямом Батлером Єйтсом (William Butler Yeats) та іншими ірландськими поетами, від яких запозичила інтерес і знання світової міфології. Єйтс також захоплювався окультизмом. Цей напрямок став для Памели Треверс визначальним аж до останніх днів її життя.
У 1934 році Треверс хворіла плевритом і на деякий час відмовилася від письменства, набираючись сил у старому англійському будинку в Сассексі. Расселл припускав, що вона пише книгу про відьму. Одного разу Треверс мусила посидіти з двома дітьми. Для них вона придумала історію про няню, яка носила речі в саквояжі і мала парасольку з головою папуги на ручці. Так гувернантка Мері Поппінс прийшла в будинок № 17 у Вишневому провулку подбати про сім'ю Бенкс і їх чотирьох дітей: Джейн, Майкла і близнюків Джоні і Барбарі. Казка перетворилася на книгу (про що свідчила Мері Шепард, дочка першого ілюстратора Вінні-Пуха). У 1934 публікація «Мері Поппінс» була першим справжнім літературним успіхом Треверс.
Написала продовження («Мері Поппінс повертається» (1935), «Мері Поппінс відкриває двері» (1944), «Мері Поппінс від А до Я» (1962)), а також романи, збірки віршів і немистецькі твори.
Фільм Діснея «Мері Поппінс» вийшов в 1964 (головну роль виконала Джулія Ендрюс). Фільм мав 13 номінацій на премію «Оскар» та удостоївся 5 нагород. У СРСР в 1983 вийшов фільм «Мері Поппінс, до побачення» (реж. Л. Квініхідзе, у ролі Мері Поппінс — Наталія Андрейченко).
Історія постановки класичного художнього фільму Disney «Мері Поппінс» описана у фільмі «Порятунок містера Бенкса». Роль Памели Треверс виконала Емма Томпсон.
Треверс була в дружніх стосунках з Альфредом Ореджем, видавцем езотеричного журналу New Age. Оредж в 1938 познайомив її з Григорієм Гурджієвим, ученицею якого вона стала. Брала участь у роботі багатьох груп його послідовників, зустрічалася з Крішнамурті, займалася порівняльним релігієзнавством у його езотеричному варіанті, шукаючи і знаходячи наскрізні міфологічні мотиви у вченнях, віддалених одне від одного в часі і просторі.
У 1977 Памелі Треверс присуджено звання Офіцера Ордена Британської імперії.

## Особисте життя
Треверс мала стосунки як з чоловіками так і з жінками,.

### Серія книг про Мері Поппінс
- Mary Poppins, London: Gerald Howe, 1934
- Mary Poppins Comes Back, London: L. Dickson & Thompson Ltd., 1935
- I Go By Sea, I Go By Land, London: Peter Davies, 1941
- Aunt Sass, New York: Reynal & Hitchcock, 1941
- Ah Wong, New York: Reynal & Hitchcock, 1943
- Mary Poppins Opens the Door, London: Peter Davies, 1943
- Johnny Delaney, New York: Reynal & Hitchcock, 1944
- Mary Poppins in the Park, London: Peter Davies, 1952
- Gingerbread Shop (1952)
- Mr. Wigg's Birthday Party (1952)
- The Magic Compass (1953)
- Mary Poppins From A to Z, London: Collins, 1963
- The Fox at the Manger, London: Collins, 1963
- Friend Monkey, London: Collins, 1972
- Mary Poppins in the Kitchen, New York & London: Harcourt Brace Jovanovich, 1975
- Two Pairs of Shoes, New York: Viking Press, 1980
- Mary Poppins in Cherry Tree Lane, London: Collins, 1982
- Mary Poppins and the House Next Door, New York: Delacorte Press, 1989

### Романи
- I Go By Sea, I Go By Land (1941)
- Fox at the Manger (1962)
- Friend Monkey (1971)
- Two Pairs of Shoes (1980)

### Збірки
- Stories from Mary Poppins (1952)
- Mary Poppins in Cherry Tree Lane / Mary Poppins and the House Next Door (1999)
- Mary Poppins Omnibooks (1999)

### Нехудожні твори
- Moscow Excursion, New York: Reynal & Hitchcock (1934)
- About the Sleeping Beauty (1975)
- What the Bee Knows: Reflections on Myth, Symbol and Story (1989)